# Joseph Farcot
Joseph Farcot, né en 1824 à Paris et mort en 1908 à Saint-Ouen (Seine-Saint-Denis), est un ingénieur spécialiste des machines à vapeur. Il est réputé pour l'introduction du concept de servomoteur (1859), qu'il a d'abord appliqué au pilotage assisté des navires de guerre.

## Biographie
Fils de Marie-Joseph Farcot, il s’intéressa d'abord à l'histoire mais, destiné à reprendre l'entreprise familiale, il suivit les cours de l’École centrale Paris (1842-1845). Surnommé « l'homme aux cent quatre-vingt quatorze brevets », il déposa le 13 mars 1833 un premier brevet pour une pompe circulaire ; en 1846, il construisit des ateliers dans le quartier du port de Saint-Ouen (avenue du Capitaine-Glarner aujourd’hui) ; par rachats successifs, l'usine, spécialisée dans les machines à effet compound de type Woolf, mais produisant également des pompes motorisées et des génératrices, finit par occuper 4 ha. En 1848, il prit la tête de la Maison Farcot, qui employait déjà 145 ouvriers (elle en emploiera 500 en 1872 et jusqu'à 700 en 1902). Il dépose des brevets dans des domaines très variés : machines à vapeur, régulateurs, pompes, alternateurs, grues, moteurs thermiques, servomoteur… En 1900, il recrute L. Bergeron, qui lui succédera en 1911.

## Réalisations
Il est parfois cité comme l'un des fondateurs de la cybernétique, quand ce mot est utilisé au sens énoncé par Platon pour le pilotage d’un navire, mais également parce qu'il mit en pratique le principe de rétroaction grâce à la conception du servomoteur Joseph Farcot en 1859. En améliorant le régulateur à boules de James Watt, servomécanisme empirique, il trouva la solution d'un grand problème : on utilisait des machines à vapeur pour faire avancer de puissants vaisseaux cuirassés, mais on était incapable d'utiliser la force motrice de la vapeur pour commander leur gouvernail de plusieurs tonnes (on utilisait toujours des cabestans mus par des équipes de matelots !). Il eut l'idée d'appliquer l'action de la vapeur sur le piston du gouvernail à partir d'une information prélevée sur la position de celui-ci.
Il s'agissait d'une rétroaction : l'effet réagissant sur la commande. Les cuirassés géants devinrent maniables à l'aide d'une simple roue de commande. Joseph Farcot devenait ainsi l'un des premiers expérimentateurs de la cybernétique, discipline qui attendit encore longtemps ses théoriciens.

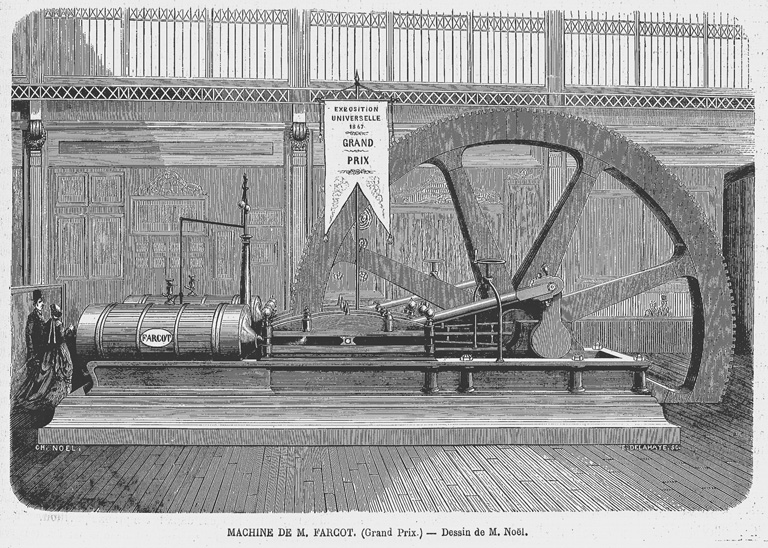
Un moteur de marine Farcot à l'Exposition universelle de 1867.
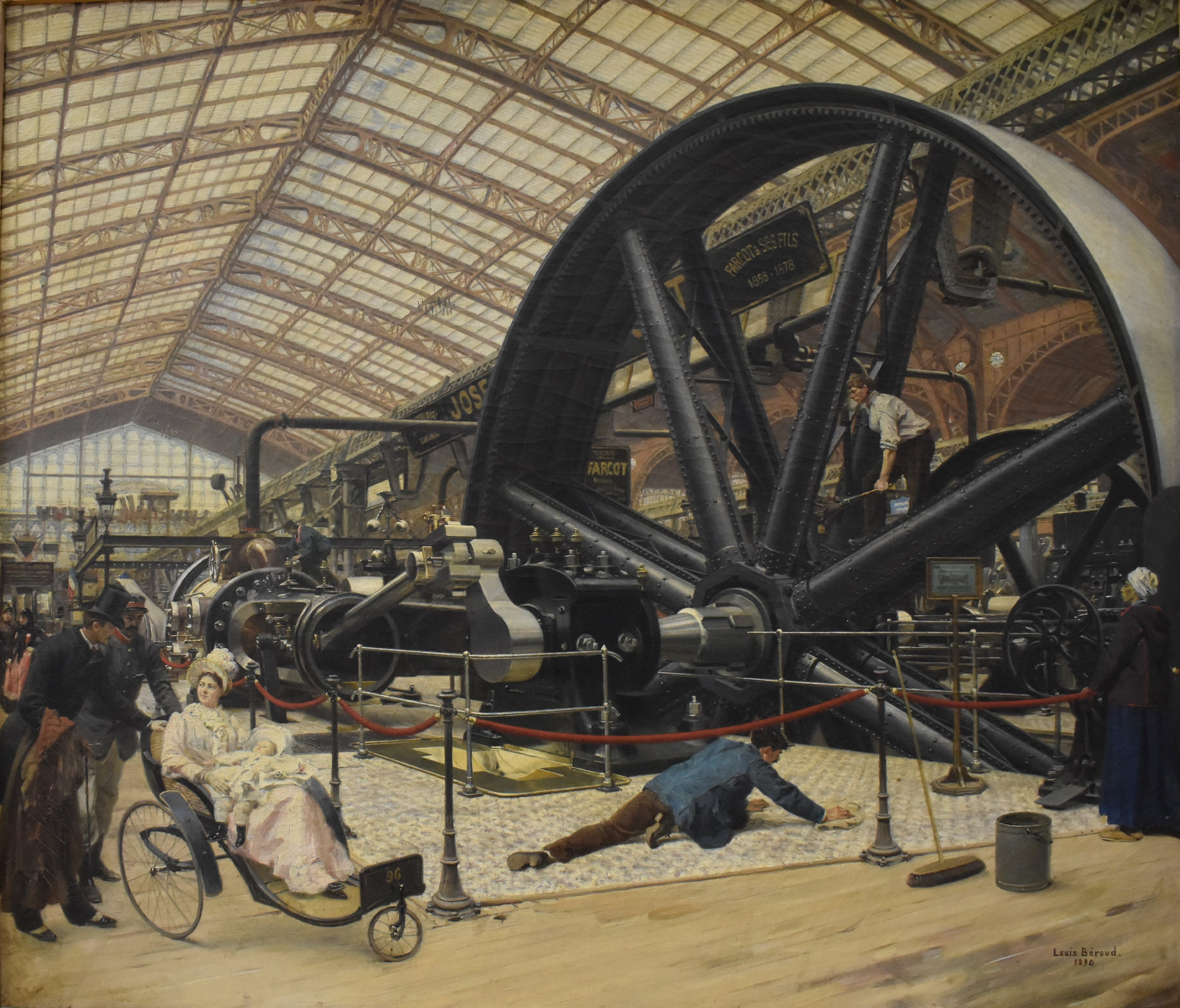
Louis Béroud, La Machine Farcot à l'Exposition universelle de Paris en 1889, 1890 (musée de Louviers

## Écrits
- Joseph Farcot, Le servo-moteur ou moteur asservi : Ses principes constitutifs. Variantes diverses. Application à la manœuvre des gouvernails., P. Baudry, 1873, VII+92, vol. in-8 avec 56 fig. et 4 pl.
- Joseph Farcot, Gouvernails à vapeur Farcot. Description théorique et pratique